# Brzdąc
Brzdąc (ang. The Kid) – pełnometrażowy, czarno-biały, niemy komediodramat z 1921 roku wyreżyserowany przez Charliego Chaplina. Film opowiada o przyjaźni trampa z pozostającym pod jego opieką młodym sierotą.
W 1971 Chaplin poprawił montaż filmu i dodał do niego muzykę.

## Okoliczności powstania filmu
10 lipca 1919 roku o godzinie 16.00 zmarł synek Chaplina, Norman Spencer Chaplin, urodzony zaledwie trzy dni wcześniej (powodem śmierci była wrodzona wada przewodu pokarmowego). Reżyser bardzo przeżył tę stratę. Jednak 11 dni później rozpoczął casting na dziecięcego aktora do nowego filmu (początkowo nazywanego The Waif). Zdecydował się zatrudnić Jackiego Coogana – czteroletniego aktora, występującego wraz ze swoim ojcem, artystą wodewilowym w Orpheum Theatre w Los Angeles. Chłopiec zachwycił Chaplina, odpowiadając na jego pytanie o to, czym się zajmuje frazą: Jestem kuglarzem w świecie nabieraczy.
Produkcja filmu ruszyła w sierpniu 1919 roku. Chaplinowi od początku dobrze pracowało się z dziecięcym aktorem, który zręcznie i z łatwością reagował na sugestie reżysera i naśladował jego mimikę. Jackiemu we wczucie się w postać małego brzdąca pomagali także obecni na planie muzycy oraz emocjonalne sugestie reżysera. Pomogło to małemu aktorowi zagrać trudną scenę rozpaczliwego płaczu podczas rozstania z trampem, spowodowanym interwencją opieki społecznej.
Podczas tworzenia filmu Chaplin był w trakcie rozwodu z Mildred Harris. Obawiając się, że negatyw Brzdąca może zostać (wraz z innymi dobrami) zabezpieczony na poczet zasądzonej w ramach werdyktu rozwodowego sumy, wywiózł go poza obszar kalifornijskiej jurysdykcji. Pewnej sierpniowej nocy 1919 roku o trzeciej w nocy Alfred Reeves, współpracownik Chaplina, udał się do operatora Rolliego Tothertona i nakazał mu przeniesienie negatywów. Zostały one przewiezione pociągiem w 12 drewnianych skrzyniach, zapakowane w puszki do kawy. Chaplin ukrył się wraz z negatywami w jednym z hoteli Salt Lake City i w pokoju hotelowym zmontował film.

## Odbiór
Premiera filmu odbyła się 6 lutego 1921 roku w Nowym Jorku. Brzdąc został od razu bardzo dobrze przyjęty przez widzów i krytykę. Film porównywano do powieści Oliver Twist Charlesa Dickensa, wskazywano też na fakt, że film budzi u widzów jednocześnie i śmiech i łzy.

## Zarys fabuły
Tramp, wędrowny szklarz, znajduje na ulicy porzucone niemowlę i (początkowo niechętnie) podejmuje się opieki nad nim. Gdy chłopiec podrasta staje się przyjacielem i wspólnikiem bohatera – wybija szyby w budynkach, zapewniając tym samym szklarzowi pracę. Po pewnym czasie interweniują jednak przedstawiciele opieki społecznej, chcący zabrać Brzdąca do sierocińca. Trampowi udaje się jednak uchronić przed tym dzieciaka, odnajduje się też matka chłopca, która niegdyś, jako biedna młoda dziewczyna, porzuciła go, teraz natomiast jako sławna, zamożna śpiewaczka ponownie może się nim zająć.

## Obsada
- Charlie Chaplin – tramp
- Edna Purviance – matka
- Jackie Coogan – brzdąc
- Carl Miller – ojciec dziecka, artysta
- Tom Wilson – policjant
- Jack Coogan Sr
- Henry Bergman
- Lita Grey